# Dichostates trifasciculatus
Dichostates trifasciculatus är en skalbaggsart som beskrevs av Teocchi, Jiroux, Sudre, Jiroux och Henri L. Sudre 2004. Dichostates trifasciculatus ingår i släktet Dichostates och familjen långhorningar. Inga underarter finns listade i Catalogue of Life.